# Oxychilus lineolatus
Oxychilus lineolatus» es una especie de molusco gasterópodo de la familia Oxychilidae en el orden de los Stylommatophora.

## Distribución geográfica
Es  endémica de Portugal.